# 小高正宏
小高 正宏（こたか まさひろ、1960年2月18日 - ）は、兵庫県津名郡淡路町岩屋（現淡路市岩屋）出身の元重量挙げ選手で現在は解説者兼兵庫県ウエイトリフティング協会理事長。1984年ロサンゼルスオリンピック重量挙げ男子56kg級銅メダリスト。日本体育大学卒業　現兵庫県高校教員。